# Pseudoclanis boisduvali
Pseudoclanis boisduvali is een vlinder uit de familie van de pijlstaarten (Sphingidae). De wetenschappelijke naam van de soort werd in 1898 gepubliceerd door Per Olof Christopher Aurivillius.